# Geri Allen & Timeline Live
Geri Allen & Timeline Live ist ein Jazzalbum von Geri Allen und ihrer Band Timeline. Die am 12. Februar 2009 am Oberlin Conservatory of Music in Oberlin, Ohio, und am 7. Februar 2009 am Reed College in Portland, Oregon, entstandenen Aufnahmen erschienen am 27. September 2010 auf Motéma Music.

## Hintergrund
Die Pianistin Geri Allen nahm das Album in Quartett-Besetzung mit Kenny Davis (Bass), Kassa Overall (Schlagzeug) und dem Stepptänzer Maurice Chestnut auf. Neben Eigenkompositionen Geri Allens finden sich auf dem Album Fremdkompositionen, etwa Titel von McCoy Tyner („Four by Five“), Tadd Dameron („Ah Leu Cha“); in zwei Medleys werden Standards wie „Embraceable You“, „Lover Man“ und Mal Waldrons „Soul Eyes“ neben ihrer Eigenkomposition „The Western Wall“ vorgetragen. Allens Komposition „In Appreciation“ ist der Erinnerung an die Bürgerrechtsikone Rosa Parks gewidmet.
Die beiden auf der CD befindlichen Videos wurden auf dem Detroit Jazz Festival 2009 aufgenommen.

## Titelliste
- Geri Allen & Timeline – Live (Motéma MTM-42)[2]
  1. Philly Joe, 15:52
  2. Four by Five (McCoy Tyner), 4:47
  3. The Western Wall / Soul Eyes (Mal Waldron), 17:12
  4. LWB’s House, 3:36
  5. Embraceable You (George Gershwin) / Lover Man (Billie Holiday, David James Edward, Sherman James, Ram Ramirez), 12:35
  6. Ah Leu Cha (Tadd Dameron), 9:53
  7. In Appreciation, 6:38

1. Video 1: Philly Joe 5:21
2. Video 2: Another Hair Do (Charlie Parker) 7:00

Sofern nicht anders angegeben, stammen die Kompositionen von Geri Allen.

## Rezeption
Nach Ansicht von John Fordham (The Guardian) verbinden sich auf Timeline Live die Tugenden des traditionellen akustischen Pianotrios mit dem explosiven Percussion-Input des jungen, aus New Jersey stammenden Stepptanz-Phänomens Morris Chestnut. Auch ohne die Bonusvideos auf dieser CD mache die Reaktion des Publikums auf den Nervenkitzel deutlich, und Allens kluge Materialauswahl und der von McCoy Tyner und Herbie Hancock inspirierte Swing sei die ideale Vorlage für eine Feier des Rhythmus. Bei aller ansteckenden Tanzbarkeit verweise diese Musik jedoch gleichzeitig auf die Jazztradition – von der Hommage an den Schlagzeuger Philly Joe Jones im strömenden Regen des Openers bis zu den dunklen Riffs und rutschigen Melodie von McCoy Tyners „Four By Five“ und der träumerisch schleichende Interpretation von Mal Waldrons „Soul Eyes“.
Nach Ansicht von Mark F. Turner, der das Album in All About Jazz rezensierte, ist Allens Timeline eine äußerst vielseitige Gruppe, mit dem Sahnehäubchen in Person des Stepptanz-Phänomens Maurice Chestnut, der zauberhafte Beinarbeit und Musikalität im Stil des verstorbenen Gregory Hines und des Zeitgenossen Savion Glover einbringe.